# Antígonos
Antígonos (Antigonos) är en ort i Grekland.   Den ligger i prefekturen Nomós Florínis och regionen Västra Makedonien, i den norra delen av landet, 300 km nordväst om huvudstaden Aten. Antígonos ligger 569 meter över havet och antalet invånare är 424.
Terrängen runt Antígonos är kuperad åt sydost, men åt nordväst är den platt. Runt Antígonos är det glesbefolkat, med 16 invånare per kvadratkilometer. Närmaste större samhälle är Ptolemaida, 15,6 km sydväst om Antígonos. Trakten runt Antígonos består i huvudsak av gräsmarker.